# Birofeld
Birofeld (russisch Бирофельд) ist ein Dorf (selo) in der Jüdischen Autonomen Oblast mit 1005 Einwohnern (Stand 14. Oktober 2010).
Es gehört zum Rajon Birobidschan, liegt etwa 40 km südwestlich von Birobidschan und 180 Kilometer westlich der Großstadt Chabarowsk. Der Ort entstand an einem 1950 gebauten sowjetischen Militärflugplatz.